# Choricotyle caulolatili
Choricotyle caulolatili är en plattmaskart. Choricotyle caulolatili ingår i släktet Choricotyle och familjen Diclidophoridae. Inga underarter finns listade i Catalogue of Life.